# Milesians
De Milesians (Zonen van Mil) zijn een mythisch Iers geslacht dat volgens de schriftelijke overlevering van Míl Espáne afstamt en, volgens het Lebor Gabála Érenn, als de laatste inwijkingsgolf in Ierland wordt beschreven.
Míl Espáne is de mythische stamvader van de Milesians en zou zelf van Japhet, een van de zonen van Noach afstammen. Het volk kwam uit Skythië en trok door Griekenland, Egypte en Spanje (waar Míl Espáne geboren werd) naar Ierland, waar zij zich uiteindelijk vestigden. Het eiland werd onder zijn zonen verdeeld.